# Discographie de Shirley Bassey
Cette page présente la liste des albums et des singles de Shirley Bassey ainsi que leur classement.

## Albums studio
| Année | Albums                                                                                                   | Label                    | Meilleur classement    | Meilleur classement    | Meilleur classement    | Chiffres des ventes | Chiffres des ventes    |
| Année | Albums                                                                                                   | Label                    | Drapeau des États-Unis | Drapeau des États-Unis | Drapeau du Royaume-Uni | Monde               | Drapeau du Royaume-Uni |
| Année | Albums                                                                                                   | Label                    | US Pop                 | US R&B                 | R-U                    | Monde               | BPI                    |
| ----- | --- | ------------------------ | ---------------------- | ---------------------- | ---------------------- | ------------------- | ---------------------- |
| 1957  | Born to Sing the Blues                                                                                   | Philips                  | —                      | —                      | —                      | —                   | —                      |
| 1959  | The Bewitching Miss Bassey                                                                               | Philips                  | —                      | —                      | —                      | —                   | —                      |
| 1959  | The Fabulous Shirley Bassey                                                                              | EMI Columbia             | —                      | —                      | 12                     | —                   | —                      |
| 1961  | Shirley                                                                                                  | EMI Columbia             | —                      | —                      | 9                      | —                   | —                      |
| 1961  | Shirley Bassey                                                                                           | EMI Columbia             | —                      | —                      | 14                     | —                   | —                      |
| 1962  | Let's Face the Music sorti aux États-Unis sous le titre Shirley Bassey Sings The Hit Song From "Oliver!" | EMI Columbia             | —                      | —                      | 12                     | —                   | —                      |
| 1965  | Shirley Stops the Shows sorti aux États-Unis sous le titre Shirley Bassey Belts the Best!                | EMI Columbia             | 85                     | —                      | —                      | —                   | —                      |
| 1966  | I've Got a Song for You sorti aux États-Unis sous le titre Shirley Means Bassey                          | United Artists Records   | —                      | —                      | 26                     | —                   | —                      |
| 1967  | And We Were Lovers                                                                                       | United Artists Records   | —                      | —                      | —                      | —                   | —                      |
| 1968  | 12 of Those Songs                                                                                        | EMI Columbia             | —                      | —                      | 38                     | —                   | —                      |
| 1968  | This Is My Life                                                                                          | United Artists Records   | —                      | —                      | —                      | —                   | —                      |
| 1968  | This Is My Life (La vita)                                                                                | United Artists Records   | —                      | —                      | —                      | —                   | —                      |
| 1969  | Does Anybody Miss Me                                                                                     | United Artists Records   | —                      | —                      | —                      | —                   | —                      |
| 1970  | Something sorti aux États-Unis sous le titre Shirley Bassey Is Really "Something"                        | United Artists Records   | 105                    | 29                     | 5                      | —                   | —                      |
| 1971  | Something Else                                                                                           | United Artists Records   | 123                    | —                      | 7                      | —                   | —                      |
| 1972  | I Capricorn                                                                                              | United Artists Records   | 94                     | —                      | 13                     | —                   | —                      |
| 1972  | And I Love You So                                                                                        | United Artists Records   | 171                    | —                      | 24                     | —                   | —                      |
| 1973  | Never Never Never                                                                                        | United Artists Records   | 60                     | 34                     | 10                     | —                   | Disque d'argent        |
| 1974  | Nobody Does It Like Me                                                                                   | United Artists Records   | 142                    | —                      | —                      | —                   | —                      |
| 1975  | Good, Bad, but Beautiful                                                                                 | United Artists Records   | 186                    | 54                     | 13                     | —                   | Disque d'argent        |
| 1976  | Love Life and Feelings                                                                                   | United Artists Records   | 149                    | —                      | 13                     | —                   | Disque d'argent        |
| 1977  | You Take my Heart Away                                                                                   | United Artists Records   | —                      | —                      | 34                     | —                   | —                      |
| 1978  | Yesterdays                                                                                               | United Artists Records   | —                      | —                      | —                      | —                   | —                      |
| 1978  | The Magic Is You                                                                                         | United Artists Records   | —                      | —                      | 40                     | —                   | —                      |
| 1982  | All by Myself sorti au Royaume-Uni et dans d'autres pays sous le titre Love Songs                        | Applause Records         | —                      | —                      | 48                     | —                   | —                      |
| 1984  | I Am What I Am                                                                                           | Towerbell Records        | —                      | —                      | 25                     | —                   | Disque d'Or            |
| 1989  | La Mujer                                                                                                 | Mercury Records          | —                      | —                      | —                      | —                   | —                      |
| 1991  | Keep the Music Playing                                                                                   | Dino Entertainment       | —                      | —                      | 25                     | —                   | —                      |
| 1992  | The Bond Collection                                                                                      | Icon Records             | —                      | —                      | —                      | —                   | —                      |
| 1993  | Sings the Songs of Andrew Lloyd Webber                                                                   | EMI                      | —                      | —                      | 34                     | —                   | —                      |
| 1995  | Sings the Movies                                                                                         | PolyGram                 | —                      | —                      | 24                     | —                   | Disque d'argent        |
| 1996  | The Show Must Go On                                                                                      | PolyGram                 | —                      | —                      | 47                     | —                   | Disque d'argent        |
| 2000  | The Remix Album...Diamonds Are Forever                                                                   | EMI                      | —                      | —                      | 62                     | —                   | —                      |
| 2003  | Thank You for the Years                                                                                  | Sony Music Entertainment | —                      | —                      | 19                     | —                   | Disque d'argent        |
| 2007  | Get the Party Started                                                                                    | Lock Stock and Barrel    | —                      | —                      | 6                      | —                   | —                      |
| 2009  | The Performance                                                                                          | Geffen Records           | —                      | —                      | 20                     | —                   | —                      |
| 2014  | Hello Like Before                                                                                        | Sony                     | —                      | —                      | —                      | —                   | —                      |

## Albums live
| Année | Albums                                                                     | Label                  | Meilleur classement    | Meilleur classement    | Meilleur classement    | Chiffres des ventes | Chiffres des ventes    |
| Année | Albums                                                                     | Label                  | Drapeau des États-Unis | Drapeau des États-Unis | Drapeau du Royaume-Uni | Monde               | Drapeau du Royaume-Uni |
| Année | Albums                                                                     | Label                  | US Pop                 | US R&B                 | R-U                    | Monde               | BPI                    |
| ----- | -------------------------------------------------------------------------- | ---------------------- | ---------------------- | ---------------------- | ---------------------- | ------------------- | ---------------------- |
| 1965  | Shirley Bassey at the Pigalle sorti aux États-Unis sous le titre In Person | EMI Columbia           | —                      | —                      | 15                     | —                   | —                      |
| 1970  | Live at Talk of the Town                                                   | United Artists Records | —                      | —                      | 38                     | —                   | —                      |
| 1973  | Live at Carnegie Hall                                                      | United Artists Records | 136                    | 20                     | —                      | —                   | —                      |
| 1974  | Live in Japan                                                              | United Artists Records | —                      | —                      | —                      | —                   | —                      |
| 1978  | Live in Japan '77                                                          | United Artists Records | —                      | —                      | —                      | —                   | —                      |
| 1997  | The Birthday Concert                                                       | Artful                 | —                      | —                      | —                      | —                   | —                      |